# Carys Cox
Pour les articles homonymes, voir Cox.
Pas d'image ? Cliquez ici

a Compétitions nationales et continentales officielles uniquement.

b Matchs officiels uniquement.
Dernière mise à jour le 28 février 2024.
Carys Cox, née le 5 novembre 1998 à Swindon (Angleterre) est une joueuse internationale galloise de rugby à XV, évoluant aux postes d'ailier ou de centre. Elle joue aux Ealing Trailfinders.

## Biographie
Carys Cox naît le 5 novembre 1998 à Swindon en Angleterre, d'un père d'origine galloise.
Durant sa jeunesse, elle représente l'équipe d'Angleterre des moins de 20 ans.
À l'automne 2023, elle participe en Nouvelle-Zélande au WXV sous les couleurs du pays de Galles. À la même période, en novembre, à la suite du retrait de son club des Worcester Warriors (en) du Championnat d'Angleterre, elle signe pour le club des Ealing Trailfinders.